# Autostrada T 1302
Autostrada T 1302  este o autostradă de importanță teritorială în Regiunea Luhansk și Regiunea Donețk. Acesta străbate teritoriul raioanelor Novopskov, Starobilsk, Kreminna, Popasnian și Bahmut prin punctul de control Taniușivka și orașele Novopskov  — Starobilsk  — Rubijne  — Novodrujesk — Lisiciansk — Soledar — Bahmut. Lungimea totală este de 162,1 km.
În timpul invaziei ruse din 2022, tronsonul Lisiciansk — Soledar — Bahmut a început să joace un rol important din punct de vedere strategic ca singura legătură între orașele libere din Regiunea Lugansk și restul țării.